# أنيتا باركهرست ويلكوكس
أنيتا باركهرست ويلكوكس (بالإنجليزية: Anita Parkhurst Willcox)‏ (وُلدت في عام 1982 – تُوفّيت في عام 1984)، كانت فنانة، ونسوية، وداعية للسلام أمريكية الجنسية. أوقفت حياتها المهنية في الرسم التوضيحي الغرافيكي لمدّة 15 شهر أمضتها في تسلية الجنود في الحرب العالمية الأولى، الأمر الذي جعلها شغوفة في معاداتها للحرب. اكتسبت ويلكوكس شهرةً خلال عشرينيات القرن التاسع عشر، بعد أن رسمت صورة «المرأة الأمريكية الجديدة»، التي تناقضت مع تجاربها الشخصية بصفتها زوجةً وأمًا. رسمت ويلكوكس صورًا عكست حياتها ومعتقداتها بحلول ثلاثينيات القرن العشرين. ألهمت كلًا من أفكار غاندي اللاعنفية ونموذج حكم ماو في الصين ويلكوكس، لكنّها لاقت رفضًا وعانت الرقابةَ خلال عهد مكارثي. ورغم ذلك، واصلت ويلكوكس مسيرتها في الرسم حتى وفاتها في عام 1984. 

## تسلية الجنود في الحرب العالمية الأولى
ذهبت ويلكوكس إلى فرنسا بعد أسبوعين من زواجها في عام 1918، وذلك بهدف العمل مع جمعية الشبّان المسيحيين لدعم القوات الأمريكية. عملت ويلكوكس في مقصف تابع لجيش الفرقة الأمريكية الأولى خلال معركة السوم الثانية (1918) في شهر مارس من عام 1918، ثم انتقلت للعمل في قطّاع غونديكورت. طوّرت ويلكوكس استعراضًا مسرحيًا ونفّذته بالتعاون مع نيسا ماكمين وجاين بولارد، إذ قمن بجولة لكل الجنود على الخطوط الأمامية. رسمت كل من ويلكوكس وماكمين أفيالًا على مناطيد المراقبة والمدفعيات. بقيت ويلكوكس بجانب الجيش الأمريكي عند دخوله إلى ألمانيا، ثم عادت إلى نيويورك في مارس من عام 1919. أسهمت هذه التجارب في جعل ويلكوكس متمسّكةً بمناصرتها للسلام.

## صورة «المرأة الأمريكية الجديدة»
استأنفت ويلكوكس مسيرتها الفنية التجارية وحياتها الزوجية في نيويورك بعد انتهاء الحرب. اشتهرت ويلكوكس بعد ابتكارها صورة «المرأة الأمريكية الجديدة»، وهي مجموعة من الصور المثالية لنساء شابات جميلات، وعصريات، وبيضاوات، وناجحات اقتصاديًا. جاء في إحدى المقالات التي نشرتها خدمات ثومبسون للخدمات الصحفية في عام 1921: «توقّع أنيتا باركهرست بوتيرة تفوق توقيع أي فنان آخر . . . يتّسم عملها بلمسة خاصة».

## الصراعات بين مسيرتها الفنية والأدوار الجندرية
أنجبت ويلكوكس أربعة أطفال بين عامي 1921 و1926، ثم تبنّت طفلها الخامس في عام 1930. أمضت ويلكوكس ستة أشهر في الفراش بعد ولادتها طفلها الثالث في عام 1923، وذلك بسبب إصابتها بحمّى النفاس (حمّى الولادة). دفعها هذا الأمر إلى التشكيك في التناقضات بين الصور المثالية التي ابتكرتها وواقع حياة المرأة.
كتبت ويلكوكس كتابًا تحت عنوان «بين العمل والأطفال» في عام 1925. تبحّر الكتاب في الطبيعة المتغيّرة لأدوار المرأة في المجتمع الصناعي. لاقى الكتاب استحسان الأكاديميات الرائدات؛ كتبت إديث ستيرن تعليقًا حول الكتاب موجّهًا لشركة بوني وليبريت قائلةً: «هذا هو الكتاب الذي كنت أرغب في كتابته». لم تتمكن ويلكوكس من إيجاد ناشر لكتابها على الرغم من كثرة المراجعات الإيجابية.
تركت ويلكوكس حياتها المهنية بصفتها فنانة تجارية، وذلك بحجة أن صورة «الفتيات الجميلات» المثالية التي رسمتها لأغراض تجارية كانت «مؤذية من الناحية الاجتماعية».

## نحو الواقعية الاجتماعية الجندرية
سعت ويلكوكس لابتكار فن مستمدّ من تجاربها وتصوّراتها الشخصية بدءًا من عام 1928. درست برفقة جون سلون في رابطة طلاب الفن لفترة وجيزة خلال عام 1930. سافرت ويلكوكس على نطاق واسع، ورسمت مشاهد وأحداثًا وأشخاصًا من حولها. لم تحاول إدراج أعمالها الفنية هذه ضمن إطار «العالم الفني»، ولم تبذل سوى محاولات قليلة لإقامة معارض فنية. وقّعت على جميع أعمالها التي ابتكرتها خلال تلك الفترة باسم «أنيتا ويلكوكس»، أو «إيه. دبليو.».